# 张神儿
张神儿（1995年9月9日—），湖北武汉人，中国内地女歌手、网络主播，浙江卫视《中国好声音2018》学员。

## 演艺经历
张神儿在中学阶段就开始参加歌唱比赛，并取得优异成绩。
到了大学阶段，张神儿组建了乐队，并以嘉宾乐队的身份参加明星见面会活动，甚至和黑豹乐队、动力火车等知名艺人同台演出过。与此同时，她又因为常在歌唱比赛中翻唱阿黛尔的歌曲，被学校里的人称作“武汉阿黛尔”。
2016年，入驻中国大陆网络直播平台熊猫TV，以表演唱歌为主。
2017年，参加《华谊新星盛典》，最终进入全国十强。
2018年，参加浙江卫视大型音乐节目《中国好声音2018》，在盲选阶段凭借一首《母系社会》获得四位导师的转身，并成功地加入了周杰伦战队，进入全国24强。在七强争夺赛中，张神儿不敌李健战队学员旦增尼玛，无缘全国七强，最终停留在周杰伦战队3强、全国14强。由于登顶“好声音人气榜”，张神儿获得了返场表演机会，并于2018年10月7日在《中国好声音2018》鸟巢总决赛的第一轮竞演（导师帮唱环节），与导师周杰伦共同帮唱学员周兴才让。

## 综艺节目
2018年 《中国好声音2018》